# In the Club
(2/5)

"Att Danny framstår som en självklar och väldigt talangfull stjärna i melodifestivalen

säger mer om nivån på tävlingen än på den unge sångaren. [...] Men den där falsettrösten

Danny plockar fram i ett par låtar hör jag gärna mer av. Den är bra. I alla sammanhang."

Bästa spår: "Tonight"

—Mattias Dahlström, DN
(4/5)

"Med In the club visar Danny [...] ett nytänkande som ibland kan slå över till ren

Justin Timberlake-imitation men i stora drag lyckas Danny dölja vad som måste vara en

uppenbar inspiration. Han har klivit in i sin roll som underhållare och jag tror att det

dröjer ett tag innan vi blir av med honom. Danny Saucedo är här för att stanna."

Bäst: "Never gonna take us down" och "Tonight"

—Pascal Engman, nyheter24.se
(2/5)

"Partyanslaget på denna åttaspårs-EP är helrätt efter Melodifestivalsuccén, influenserna

(Jackson/Justin/Usher kombinerat med modernt dansbeat) är väl valda och grabben är ju

en stjärna värd en lysande solokarriär utan de andra två bokstäverna. Tyvärr blir det lite

identitetslöst som helhet (för min del hade gärna Amarillo/Feiner fått göra alla spår med

en fet Boström-produktion) men Danny är något stort på spåret."

—Ken Olausson, QX
In the Club är Danny Saucedos tredje studioalbum, utgivet den 2011.

## Låtlista
1. "In Your Eyes" (Michael Feiner / Eric Amarillo)
2. "Tonight" (med Provider) (Provider / Jonah / Danny Saucedo)
3. "In the Club" (Danny Saucedo / Figge Boström / Peter Boström)
4. "In Love With a Lover " (Danny Saucedo)
5. "Never Gonna Take Us Down" (med Swingfly) (Richard Silva / Danny Saucedo)
6. "Catch Me if You Can" (Oscar Görres / Danny Saucedo / Jonah)
7. "Just Like That" (med Lazee) (Lazee / Alexander Jonsson / Danny Saucedo / Christoffer Vikberg)
8. "Cassandra" (Danny Saucedo / Mattias Andréasson)

## Listplaceringar
| Lista (2011) | Topplacering |
| ------------ | ------------ |
| Sverige      | 3            |

### Fotnoter
1. ↑  Mattias Dahlström. "Danny Saucedo: 'In the club'", DN, 9 mars 2011. Läst den 17 mars 2011.
2. ↑  Pascal Engman. "Recension: 'Danny är här för att stanna'", nyheter24.se, 15 mars 2011. Läst den 17 mars 2011.
3. ↑  Ken Olausson. "Danny Saucedo, In The Club[död länk]", QX, april 2011. Läst den 31 mars 2011.
4. ↑  ”Svensk mediedatabas”. http://smdb.kb.se/catalog/id/002708045. Läst 8 juli 2011.
5. ↑  Listplacering Arkiverad 26 november 2011 hämtat från the Wayback Machine.